# 苏麟
苏麟（969年—1052年），北宋詩人，名句「近水楼台先得月，向阳花木易為春」即是他的作品。

## 生平
俞文豹《清夜录》记载：范仲淹镇守钱塘（今浙江省杭州市）时推荐和提拔很多军官。但有一个叫苏麟的巡检因为常常在外执行公务而未被提拔。于是苏麟到范仲淹处，声称向他请教诗文，他把「近水楼台先得月，向阳花木易為春」（易為春在流傳中也常常寫作早逢春）这句诗给范仲淹看，其实用意是让范仲淹提拔他，后来他果然获得提拔。

## 引用文献
1. ↑  《清夜錄》：范文正公鎮錢塘，兵官皆被薦，獨廵檢蘇麟不見録。乃獻詩云：“近水樓臺先得月，向陽花木易為春”。公即薦之太宗。
2. ↑  劉斧《翰府名談》：蘇麟為杭州屬縣巡檢，範文正鎮錢塘，城中兵官往往皆獲薦書，獨麟在外邑，未見收錄。因公事入府，獻詩曰：「近水樓臺先得月，向陽花木易逢春。」文正薦之。